# Шапиро, Зоря Яковлевна
Зоря Яковлевна Шапиро (7 декабря 1914 — 4 июля 2013) — советский математик и педагог высшей школы. Кандидат физико-математических наук. Доцент кафедры математического анализа механико-математического факультета МГУ.

## Биография
В 1938 году окончила механико-математический факультет Московского университета, училась в одной группе и была дружна с Г. Е. Шиловым и Б. Л. Гуревичем После окончания аспирантуры преподавала на механико-математическом факультете МГУ, доцент кафедры математического анализа..

В ней много было черт, характерных для того поколения. Достаточно сказать, что она занималась в авиационном кружке, прыгала с парашютом и один раз совершила полёт на самолете, управляя им самостоятельно. Она чуть позже, чем Кишкина и Айзенштадт стала преподавать на Мехмате МГУ, но сразу же вошла в число самых почитаемых преподавателей анализа.— В. М. Тихомиров «Прогулки с Гельфандом»
Жена (с 1942 года) и соавтор Израиля Моисеевича Гельфанда. Основные труды в области теории представлений и её приложений, по другим вопросам функционального анализа. В 1953 году ввела условие согласования коэффициентов системы уравнений с коэффициентами граничных операторов, достаточное для сводимости граничной задачи общего вида к регулярным интегральным уравнениям (условие Шапиро — Лопатинского).
В последние годы оставила преподавание на мехмате и вела занятия на географическом факультете МГУ. С 1991 года жила с семьёй младшего сына в Ривер Форест (штат Иллинойс, США).

## Семья
Сыновья — математик Сергей Гельфанд и молекулярный биолог Владимир Гельфанд; сын Александр (1957—1963) умер в малолетнем возрасте.

### Переводы
Перевела с французского языка монографии «Дифференциальное и интегральное исчисления на комплексном аналитическом многообразии» (Ж. Лере, М.: Издательство иностранной литературы, 1961), «Нерешённые математические задачи» (С. М. Улам, М.: Наука, 1964), «Задача Коши: Униформизация и асимптотическое разложение решения линейной задачи Коши с голоморфными данными; аналогия с теорией асимптотических и приближённых волн» (Ж. Лере, Л. Гординг, Т. Котаке; М.: Мир, 1967), «Обобщённое преобразование Лапласа, переводящее унитарное решение гиперболического оператора в его фундаментальное решение: Задача Коши IV» (Ж. Лере, М.: Мир, 1969), «Лагранжев анализ и квантовая механика: математическая структура, связанная с асимптотическими разложениями и индексом Маслова» (Ж. Лере, М.: Мир, 1981), с английского языка — «Равновесные капиллярные поверхности: Математическая теория» (Р. Финн, Х. Уэнт, М.: Мир, 1989).

### Статьи
- З. Я. Шапиро. О существовании квазиконформных отображений // Доклады АН СССР, 1941, Т. 30, № 8, С. 685—687.
- 3. Я. Шапиро. Об эллиптических системах уравнений с частными производными // Доклады АН СССР, т. XLVI, № 4 (1945), 146—149.
- З. Я. Шапиро. Первая краевая задача для эллиптической системы дифференциальных уравнений // Математический сборник, 1951, том 28(70), номер 1, 55—78.[9]
- И. М. Гельфанд, З. Я. Шапиро. Представления группы вращений трёхмерного пространства и их применения // УМН, 1952, том 7, выпуск 1(47), 3—117.[10]
- З. Я. Шапиро. Об общих краевых задачах для уравнений эллиптического типа // Известия АН СССР, 1953, том 17, выпуск 6, 539—565.[11]
- И. М. Гельфанд, З. Я. Шапиро. Однородные функции и их приложения // Успехи математических наук, 1955, том 10, выпуск 3(65), 3—70.[12]
- З. Я. Шапиро. Об одном классе обобщённых функций // Успехи математических наук, 1958, том 13, выпуск 3(81), 205—212.[13]
- И. М. Гельфанд, М. И. Граев, З. Я. Шапиро. Интегральная геометрия на многообразии k-мерных плоскостей // Доклады АН СССР 168, № 6 (1966), 1236—1238.
- И. М. Гельфанд, М. И. Граев, З. Я. Шапиро. Интегральная геометрия на k-мерных плоскостях // Функциональный анализ и его приложения, 1967, том 1, выпуск 1, 15—31.[14]
- И. М. Гельфанд, М. И. Граев, З. Я. Шапиро. Дифференциальные формы и интегральная геометрия // Функциональный анализ и его приложения, 1969, том 3, выпуск 2, 24—40.[15]
- И. М. Гельфанд, М. И. Граев, З. Я. Шапиро. Интегральная геометрия в проективном пространстве // Функциональный анализ и его приложения, 1970, том 4, выпуск 1, 14—32.[16]
- И. М. Гельфанд, С. Г. Гиндикин, З. Я. Шапиро. Локальная задача интегральной геометрии в пространстве кривых // Функциональный анализ и его приложения, 1979, том 13, выпуск 2, 11—31.[17]